# ポール・マデリー
ポール・マデリー（Paul Edward Madeley、1944年9月20日 - 2018年7月23日）は、イングランド・ビーストン・リーズ出身の元サッカー選手。現役時代のポジションはDF、MF。

## 経歴
イングランド代表として24試合のプレー経験がある、1970年ワールドカップ・メキシコ大会のメンバーに怪我人の代役で選出されたが、家族との休暇を優先させるため、召集を辞退した。
リーズ・ユナイテッドFC一筋18シーズンの間プレー、通算700試合以上に出場、2度のリーグ制覇やチャンピオンズカップ準優勝などに貢献した。

## タイトル

### クラブ
リーズ・ユナイテッド
- フットボールリーグファーストディヴィジョン : 1968-69, 1973-74
- フットボールリーグセカンドディヴィジョン : 1963-64
- FAカップ : 1971-72
- フットボールリーグカップ : 1967-68
- FAコミュニティ・シールド : 1969
- UEFAチャンピオンズカップ準優勝 : 1975

個人タイトル
- PFAフットボールリーグファーストディヴィジョン年間ベストイレブン : 1973-74, 1974-75, 1975-76
- リーズ・ユナイテッド年間最優秀選手 : 1975-76